# 119. pehotna divizija (ZDA)
119. pehotna divizija (izvirno angleško 119th Infantry Division) je bila fantomska pehotna divizija Kopenske vojske ZDA.

## Zgodovina
Divizija je bila ustanovljena v okviru operacije Fortitude.